# The Daily Show
The Daily Show (The Daily Show With Trevor Noah siden september, 2015) er et amerikansk TV-program. Det havde premiere i 1996 og havde Jon Stewart som vært fra 1999 til 2015, hvor Trevor Noah tog over. Det udsendes af Comedy Central, som er en filial af Viacom. Det satiriske program sendes mandag-torsdag kl. 23 og varer en halv time. Formen er til dels hentet fra mainstream nyhedsprogrammer og bruger som dem en række faste korrespondenter og kommentatorer, ligesom hver udsendelse præsenterer en gæst, ofte en prominent person fra politik, film eller nyhedsmedier.
En særlig international udgave udsendes hver fredag af CNN.
Programmet var i vinteren 2007-2008 ramt af en strejke hos manuskriptforfatterne, som kæmpede for at få deres del af selskabernes internetindtægter. Under strejken, som Stewart angiveligt sympatiserede med, hed programmet A Daily Show.
Blandt showets tidligere medvirkende er Stephen Colbert, som fra 2005 til 2014 havde haft sit eget program, The Colbert Report, som Comedy Central sendte lige efter The Daily Show.
John Oliver - der hen over sommeren 2013 vikarierede for Jon Stewart i 12 uger - tog afsked med The Daily Show 19. december 2013, idet han efter årsskiftet fik sit eget show på HBO Last Week Tonight with John Oliver. Oliver - som er englænder - var tilknyttet TDS i 6½ år.
I februar 2015 meddelte Jon Stewart, at han forlod The Daily Show. Han havde sit afsluttende afsnit 6. august 2015. Han blev afløst af Trevor Noah..
Jon Stewart vender tilbage som mandags-vært for "The Daily Show" fra 12. Februar 2024 .